# Arwa al-Sulayhi
Arwā bint Ahmad ibn Muḥammad ibn Ŷa‘far ibn Mūsā uṣ-Ṣulayḥī al-Ismāʿīliyyah (en árabe: أَرْوَى بِنْت أَحْمَد ابْن مُحَمَّد ابْن جَعْفَر ابْن مُوْسَى ٱلصُّلَيْحِي ٱلْإِسْمَاعِيْلِيَّة‎: , c. 1048-1138, murió el 22 de shaban de 532 AH que corresponde al 5 de mayo de 1138), conocida como Arwa al-Sulayhi; fue una gobernante reinante por largo tiempo de Yemen, en primer lugar como cogobernante de sus primeros dos maridos y después como gobernante a solas, de 1067 hasta su muerte en 1138. Fue la última gobernante de la dinastía Sulayhid y fue también la primera mujer en serle otorgado el prestigioso título de Hujjah en la rama ismailí del islam chií, significándola como imagen viviente más cercana de la voluntad de Dios en vida, según la doctrina ismailí.
Es popularmente conocida como As-Sayyidah Al-Ḥurrah (ٱلسَّيِّدَة ٱلْحُرَّة), Al-Malikah, Al-Ḥurrah (árabe:  o Al-Ḥurrātul-Malikah (en árabe: ٱلْمَلِكَة ٱلْحُرَّة‎:, 'La Reina Noble') y Malikat Saba Unṣ-Ṣaghīrah (مَلِكَة سَبَأ ٱلصَّغِيْرَة).
Como gobernante femenina, tiene una posición casi única en la historia del mundo musulmán: aunque hubo otras soberanas, consortes oficiales o regentes, en el mundo islámico internacional, Arwa y Asma bint Shihab fueron las únicas soberanas en el mundo árabe en ser nombradas en la jutba, el reconocimiento tradicional de los soberanos musulmanes, proclamando su nombre en las mezquitas. Fundó varias mezquitas, la más destacada la Mezquita de la reina Arwa.

## Vida
Arwa nació en 440 AH (que corresponde al 1048 d. C.) en Haraz, que era el núcleo del ismailismo en Yemen. Era sobrina del entonces gobernante de Yemen, Ali al-Sulayhi. Huérfana muy niña, fue llevada al palacio real en Saná, teniendo como tutora a su tía, la formidable Asma bint Shihab, su futura suegra, cogobernante y esposa de Ali bin Muhammad. En 1066, a los 17 años, Arwa se casó con su primo Ahmad al-Mukarram bin Ali bin Muhammad As Sulaihi, con la ciudad de Adén como su mahr, y la reina Asma se convirtió también en su suegra. Arwa asistió a su suegra y a su marido después de la muerte de Ali al-Sulayhi. Tuvo cuatro hijos, Muhammad, Ali, Fatima y Umm Hamdan.
Los cronistas de la época dicen que Arwa era valiente, devota y con un carácter independiente. Era también vista como altamente inteligente y bien educada, con gran memoria para recitar poemas, historias y acontecimientos históricos, y versada en las ciencias del Corán y el hadiz. Los cronistas también la mencionan como poseedora de extraordinaria belleza.

### Reinado

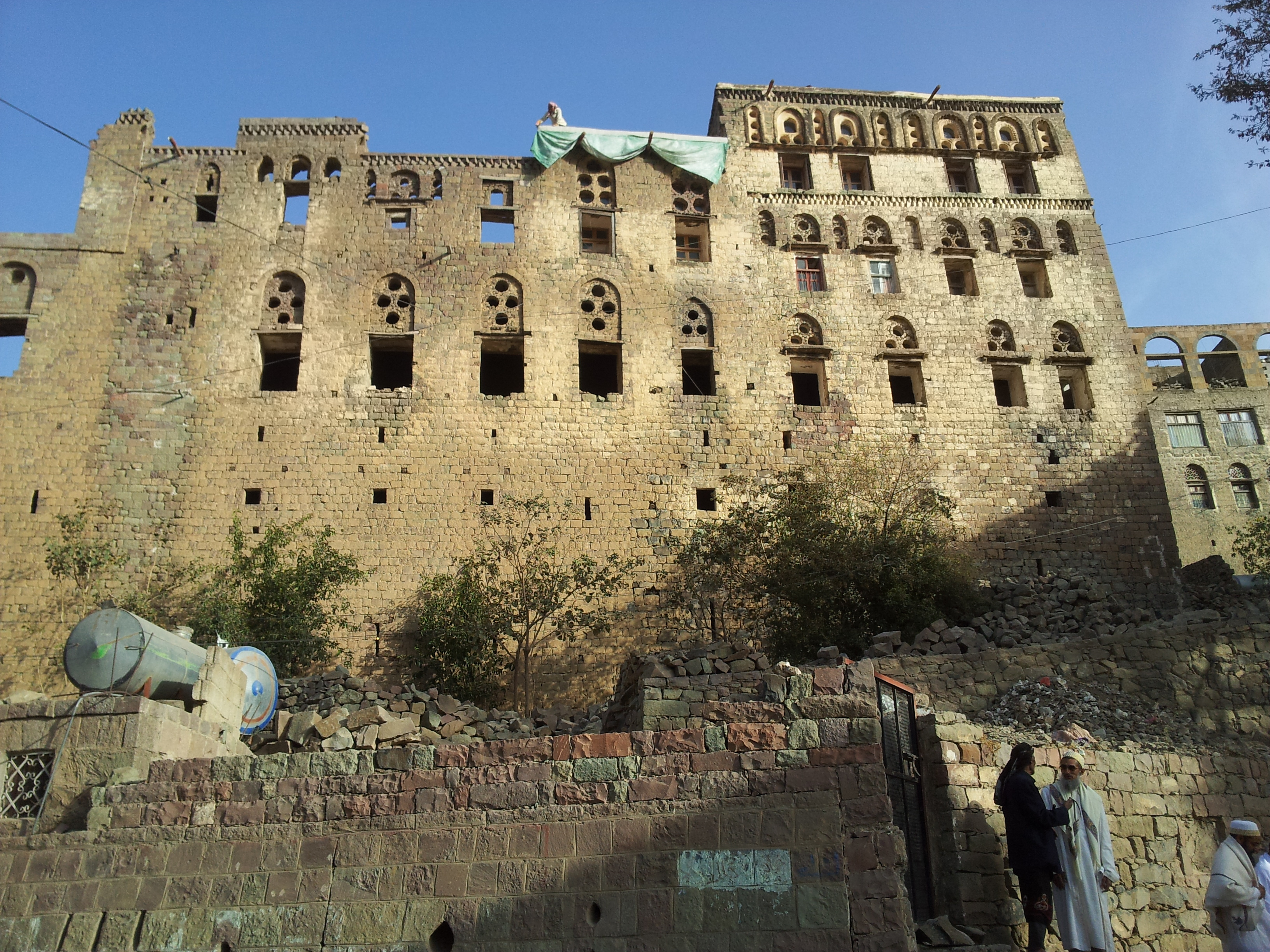
Palacio de la reina Arwa Al-Sulaihi, vista de la fachada, Jibla, Yemen.

Tras la muerte de Sayyid Ali al-Sulayhi en 1067, el marido de Arwa, Ahmad se convirtió en el gobernante de iure de Yemen, pero pronto se vio incapaz de gobernar, al quedar paralizado y encamado. Le dio todo su poder a Arwa, y su nombre era mencionado en la jutba directamente después del califa fatimí, Al-Mustansir Billah, significando su autoridad para gobernar. Reinó como corregente de su suegra hasta su muerte en 1087. En contraste con su suegra y predecesora, la reina Asma, Arwa no apareció descubierta cuando asistía a consejos con ministros y altos funcionarios como famosamente Asma había hecho. La razón fue porque era mucho más joven que su suegra, así que habría sido más arriesgado en su caso seguir aquel ejemplo. Sin embargo, a pesar de aparecer velada, ella todavía asistía a los consejos estatales en persona interactuando así con hombres, y rechazó atender las reuniones oculta tras una cortina.
Una de sus primeras acciones fue trasladar la capital de Saná a Jibla, por estar en mejor posición para destruir al gobernante najahid Sa'id ibn Najar de Zabid, y así vengar la muerte de su suegro. Esto lo logró engañándole a una trampa en 1088. Construyó un nuevo palacio en Jibla, y transformó el palacio viejo en una gran mezquita donde será enterrada a su muerte.
Después de la muerte de Ahmad al-Mukarram, Al-Mustansir Billah animó a Arwa a casarse con el primo de su difunto marido, Saba ibn Ahmad. Ella aceptó a regañadientes en 1091 para quedar en el poder, pero probablemente no dejó que el matrimonio fuera consumado. Continuó gobernando Yemen hasta que Saba murió en 1101. Desde ese momento gobernó a solas.

### Política religiosa

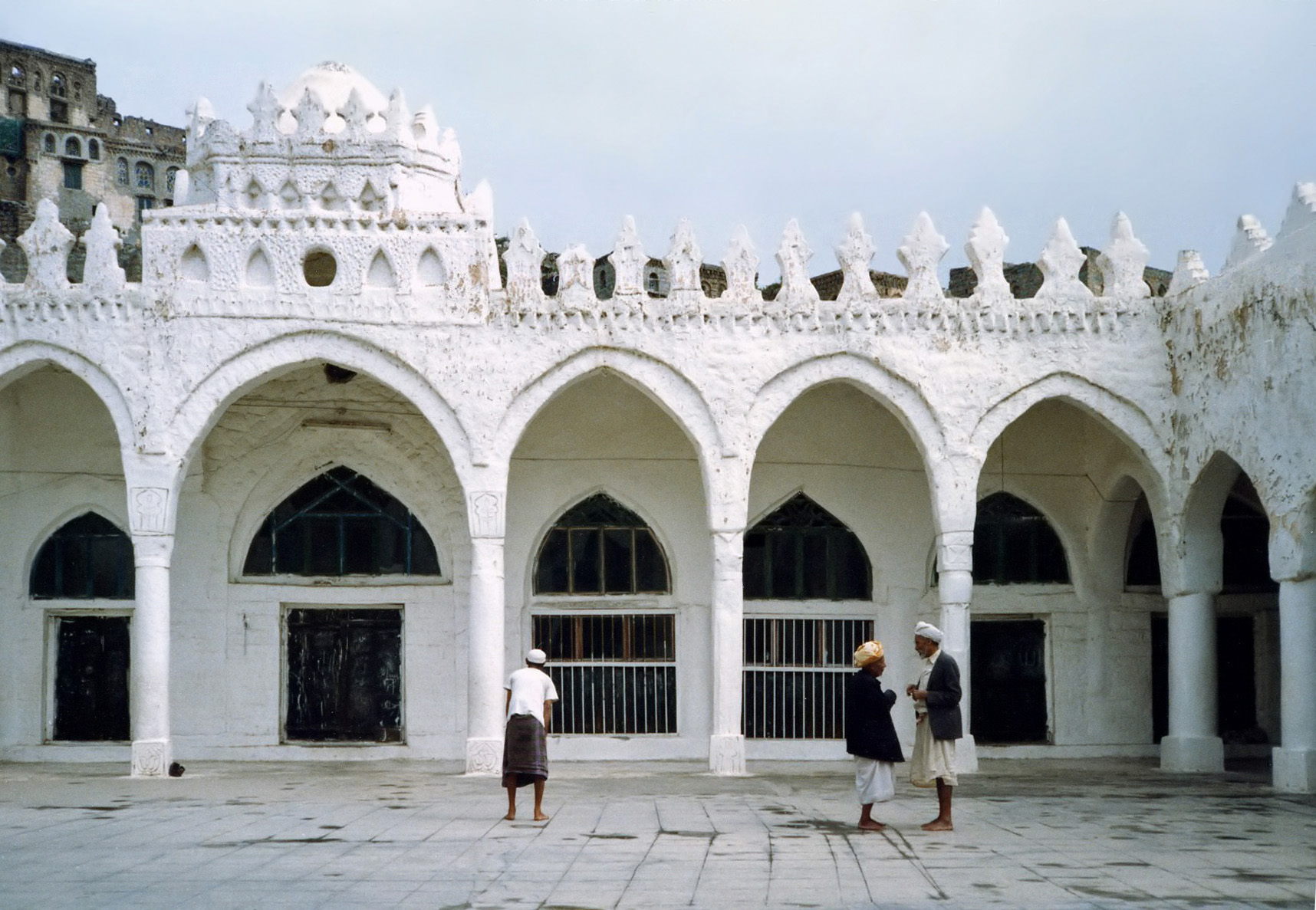
Patio de la mezquita de la reina Arwa

El imán Al-Mustansir Bilah le otorgó a Arwa el rango más alto en el dawah yemení, el de Hujjat, en 1084. Fue la única vez que a una mujer se le otorgó tal estatus en toda la historia del Islam. Bajo su reinado, los daes chiíes fueron enviados a la India occidental. Debido a su patrocinio de misiones, una comunidad ismailí fue establecida en Guyarat en la segunda mitad del siglo XI, la cual todavía sobrevive allí hoy como Bohras Daudíes, Sulaymaníes y Alavíes.
En el cisma de 1094, Arwa apoyó a Al-Musta'li como el legítimo sucesor de Al-Mustansir Billah. Debido a la alta opinión que Arwa ostentaba en Yemen e India occidental, estas dos áreas la siguieron en considerar al imán al-Musta'li como el nuevo califa fatimí.
A través de su apoyo al imán at-Tāyyīb se convirtió en cabeza de un nuevo grupo conocido como el Taiyabi ismailí. A su vez, sus enemigos en Yemen dieron su respaldo a Al-Hafiz pero fueron incapaces de sacar a Arwa del poder. El Taiyabi ismailí cree que el imán Al-Amir Bi-Ahkamillah envió una carta a Arwa encargándole nombrar un vicegerente para su pequeño hijo, el imām Taiyyab. De acuerdo con este deseo, nombró a Zoeb bin Moosa como Da'i al-Mutlaq, el vicegerente del recluido al-Tāyyīb Abū l-Qāsim. La línea de sucesión continúa hasta hoy a través de varios Taiyabi Duat.
El ismailismo Hafizi, seguidores de al-Hafiz, íntimamente ligados al régimen fatimí de El Cairo, desapareció pronto después del derrumbamiento del califato en 1171 y la invasión ayubí de Arabia del sur en 1173. Pero el Taiyabi dawah, iniciado por Arwa, sobrevivió en Yemen con su sede en Haraz. Debido a los lazos cercanos entre Yemen y Gujarat, la causa taiyibí permaneció en Yemen e India occidental, que gradualmente se convirtió en el hogar de la mayor población taiyabí, allí conocidos como Sulaymani, Bohras Daudíes y Bohra Alavíes.

### Construcciones y economía
En Saná, Arwa amplió la gran mezquita, y la carretera de la ciudad a Samarra fue mejorada. En Jibla, erigió un nuevo palacio y en el viejo construyó la mezquita epónima. Es también conocida por construir numerosas escuelas durante su reinado. Arwa mejoró la economía, apoyando la agricultura.

## Muerte y legado
Arwa permaneció en el poder hasta su muerte en 1138. Fue enterrada junto a la mezquita que había construido en Jibla. Su tumba se convirtió más tarde en lugar de peregrinación. La Universidad Reina Arwa en Saná fue nombrada por ella.

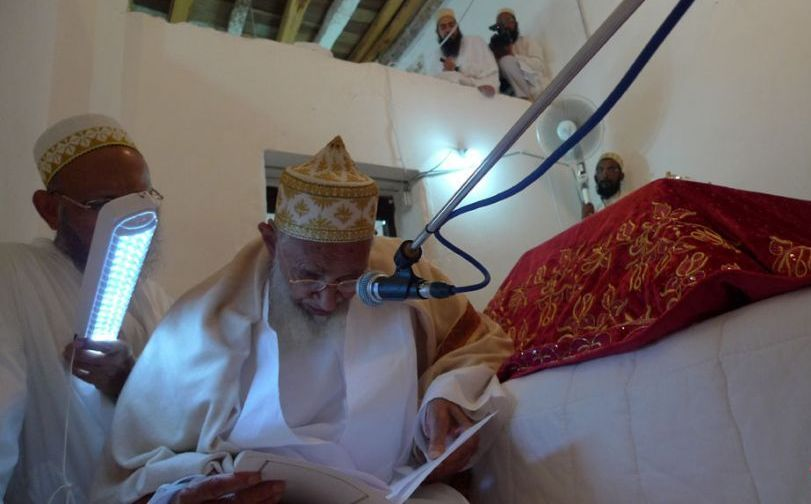
Sermón junto a la tumba de Hurratul malika (la reina Arwa).